# Liste der diplomatischen Vertretungen in Mauritius

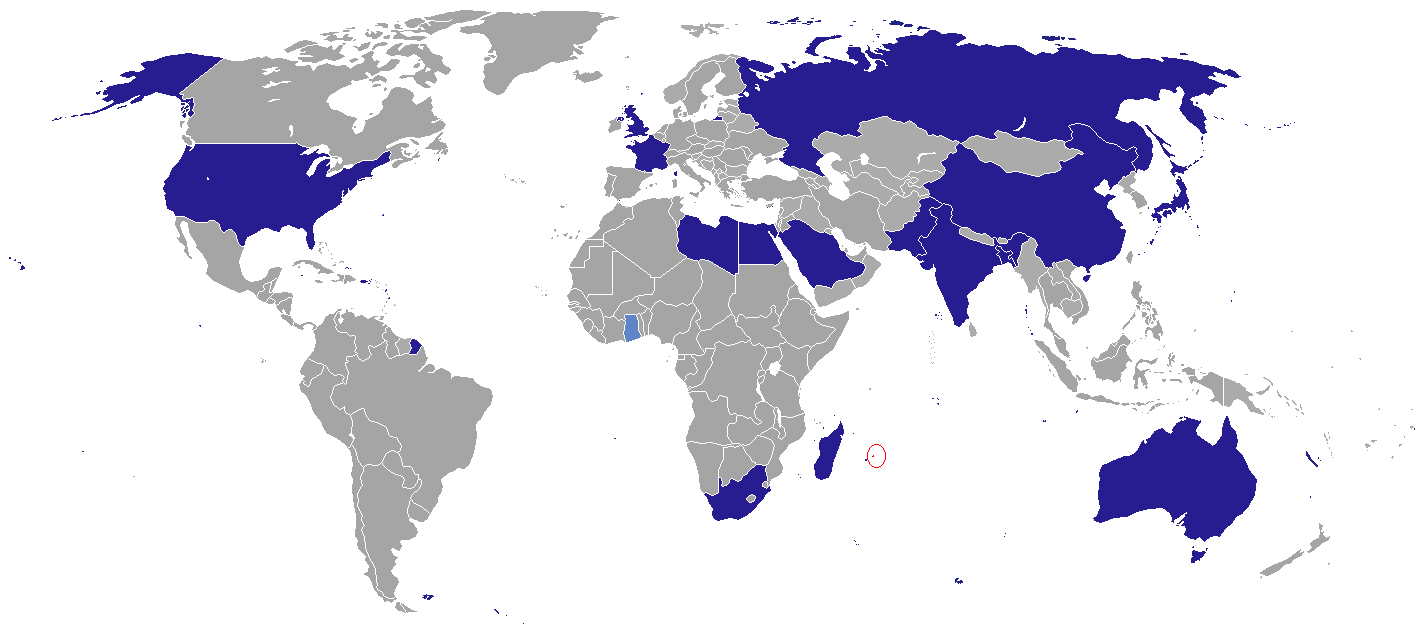
Staaten mit einer Botschaft in Mauritius

Die Liste der diplomatischen Vertretungen in Mauritius führt Botschaften und Konsulate auf, die im afrikanischen Inselstaat Mauritius eingerichtet sind (Stand 2019).

## Botschaften in Port Louis
15 Botschaften sind in der mauritischen Hauptstadt Port Louis eingerichtet (Stand 2019).

### Staaten
| - Ägypten: Botschaft - Australien: Hohe Kommission - Bangladesch: Hohe Kommission - Frankreich: Botschaft - Indien: Hohe Kommission - Japan: Botschaft - Libyen: Botschaft |  | - Madagaskar: Botschaft - Pakistan: Hohe Kommission - Russland: Botschaft - Südafrika: Hohe Kommission - Vereinigtes Königreich: Hohe Kommission - Vereinigte Staaten: Botschaft - Volksrepublik China: Botschaft |

### Vertretungen Internationaler Organisationen
- Europäische Union, Delegation
- Malteserorden, Vertretung